# Saint-Vincent-de-Reins
Saint-Vincent-de-Reins település Franciaországban, Rhône megyében. Lakosainak száma 627 fő (2022. január 1.). Saint-Vincent-de-Reins Ranchal, Saint-Bonnet-le-Troncy, Meaux-la-Montagne, Cublize, Thizy-les-Bourgs és Cours községekkel határos.

## Népesség
A település népessége az elmúlt években az alábbi módon változott:
| Lakosok száma | 666  | 657  | 650  | 630  | 623  | 617  | 612  | 620  | 627  |
|               | 2013 | 2015 | 2016 | 2017 | 2018 | 2019 | 2020 | 2021 | 2022 |